# Bijeli ovratnik
Djelatnik bijelog ovratnika ili, skraćeno, bijeli ovratnik (engleski: white-collar) je izraz kojim se od sredine 20. stoljeća opisuje svaki pojedinac odnosno društvena skupina koja se bavi poslom koji zahtijeva više obrazovanje i stručne kvalifikacije, odnosno malo ili nimalo fizičkog rada. Ovisno o kontekstu, izraz bijeli ovratnik može biti sinonim za nove oblike, odnosno sloj radničke klase - nasuprot tradicionalnih oblika za koje se rabi izraz plavi ovratnik - ili za srednju klasu, a ponekad i za višu klasu.
Izraz bijeli ovratnik nastao je od toga da su zaposlenici koji su se bavili uredskim poslovima -  odvjetnici, liječnici, upravnici i sl. - od fizičkih radnika razlikovali po tome što su na posao nosili poslovna odijela s kravatom i bijelim košuljama.
Nastanak sloja, i po nekima i specifične društvene klase bijelih ovratnika se obično vezuje uz napredak tehnologije, odnosno preorijentaciju ekonomije zapadnih zemalja na uslužni sektor, koji je umanjio potrebu za fizičkim radom i povećao potrebu za vrhunski obučenim profesionalcima. U prošlosti, kao i većim dijelom i danas, među bijele ovratnike su pribrojavaju i pripadnici državne birokracije.
Bijeli ovratnici su u pravilu bolje obrazovani i bolje plaćeni od plavih ovratnika. Za njih je karakterističan individualizam i veća sklonost liberalnim idejama nasuprot plavim ovratnicima koji preferiraju kolektivizam i konzervativne vrijednosti. 

## Vanjske poveznice
- The White Collar Warrior: An On-Line Journal Dedicated To White Collar Rights (daily blog)